# جوزيف اوروسمال
جوزيف اوروسمال (بالإنجليزية: Joseph Urusemal)‏ (و. 1952 – م) هو سياسي من ولايات ميكرونيسيا المتحدة.